# Покошичи
Поко́шичи (укр. Покошичі) — село в Новгород-Северском районе Черниговской области Украины. Население — 543 человек (2024 год). Занимает площадь 3,934 км². Расположено на реке Студенка.
Код КОАТУУ: 7422286001. Почтовый индекс: 16211. Телефонный код: +380 4656.

## Власть
Орган местного самоуправления — Понорницкая поселковая община. Почтовый адрес: 16220, Черниговская обл., Новгород-Северский р-н, пгт Понорница, ул. Довженко, 18.

## Известные уроженцы
Остапенко Олег Николаевич (род. 1957) — руководитель «Роскосмоса» (с 10 октября 2013 по 21 января 2015).